# Симулик Василь Васильович
Симулик Василь Васильович (29 липня 1948 року, с. Іза Хустського району Закарпатської області), священослужитель, композитор, поет, художник, вчений, почесний громадянин міста Хорол.
Народився 29 липня 1948 року в селі Іза Хустського району Закарпатської області у багатодітній родині. Мати Марія Олексіївна, батько Василь Федорович Симулик працював столяром у селі Іза.

## Навчання
В 1967 закінчив середню школу в місті Хуст.
У 1971 році закінчив факультет англійської та французької мов Київського державного педагогічного інституту іноземних мов.
З 1971 по 1973 рік проходив службу у лавах збройних сил в авіації міста Енгельс, де одночасно зі службою, навчався у партійній школі, яку закінчив з відзнакою.
У 1979 році вступив у Московську духовну академію і семінарію.
У 1981 на відмінно (1 –й розряд) закінчив духовну семінарію міста Загорськ (нині Сергієв Посад)

## Професійна та релігійна діяльність
Після здобуття вищої педагогічної освіти з 1973 по 1979 рік працював викладачем англійської мови у сільських школах Хустського району та рідному селі Іза Закарпатської області. В 1979 році вирішив змінити рід своєї діяльності та здобув духовну освіту.
З 1981 року служив священником у соборі Білої Трійці в місті Калінін (нині Твер), Росія.
У 1984 році отримав призначення на служіння у місто Хорол, де служить в чині благочинного Хорольського та Шишацького районів. Отець Василь в даний час є митрофорним протоієреєй, настоятелем Петропавлівського храму. В Хоролі на власні кошти та, залучаючи пожертви місцевої громади, в 1986 році розпочав побудував храму Святих Апостолів Петра і Павла — небесних покровителів міста Хорол. Основне будівництво було закінчене на початку 2007 року, в якому він був освячений Святійшим Патріархом Київським і всієї Русі-України Філаретом. Після освячення храму, відкрив при ньому недільну школу, де особисто навчає дітей місцевої громади духовним знанням та вдосконаленням знань з англійської мови.
З 1990 року перебуває в управлінні Київського Патріархату у м. Хорол Полтавської області.
За видатну релігійно-просвітницьку діяльність має найвищі церковні нагороди. Кавалер ордену Святого Рівноапостольного князя Володимира та Кавалер Ордену Святого Миколая. В 2014 році став лауреатом премії імені преподобного Паїсія Величковського Полтавської єпархії Української православної Церкви Київського патріархату .

## Громадська діяльність
Завжди був чесним і принциповим, чим викликав довіру у свого земляцтва. Брав активну участь у громадському життя міста Хорол. Неодноразово обирався депутатом Хорольської міської ради. В період військових дій на Сході України в 2014—2018 роках здійснював активну волонтерську роботу по збору коштів для воїнів збройних сил України та учасників анти-терористичної операції.
В 2014 році рішенням сесії Хорольської міської ради за активну творчу та громадську діяльність Василю Васильовичу Симулику було присвоєне звання Почесний громадянин міста Хорол.

## Поетично-музична творчість
В молоді роки виявив нахил до написання музики та поетичних творів. Виконавсько-музичну діяльність розпочав, як музичний керівник вокально-інструментального ансамблю «Едельвейс», який заснував у рідному селі Іза. Згодом працював з такими закарпатськими колективами, як ВІА «Горяни» та «Неспокійні серця» в місті Хуст Закарпатської області.
Як автор музики та віршів, написав більше 240 естрадних композицій та пісень, відеокліпи на які можна побачити на інтернет-сервісі Youtube. Як композитор працював у творчій співпраці з аранжувальниками музики Володимиром Горбом та Ігорем Мілевським. Виконавцями пісень автора стали найвідоміші артисти із Хорольщини: Заслужений працівник культури України Анатолій Крутько, дует «Крила» (Валентина та Володимир Олійники), Ігор та Марина Мілевські, Ольга Бондаренко, Світлана Лізнова, Володимир Одинець, Олександр Юхименко, Олександр Рідкобород та інші… Велику кількість пісень автор написав для юних виконавців та найменших малят.
Неодноразово в Хорольському районному будинку культури та актовій залі Хорольського агропромислового коледжу проводив свої авторські благодійні концерти зі збором пожертв для хворих, героїв Майдану та воїнів АТО.
Найвідоміші пісні автора «На перехресті доріг», «За горов», «Смерековий край», «Вальс Шопена», «Я до матінки лину», «Будинок із піску», «Нічний політ», «Козацький марш», «Зимова рапсодія» та інші…

## Літературна праця
В 90-х роках ХХ століття виявив дар письменника-гумориста. Неодноразово друкував гумористичні фейлетони у Всеукраїнських виданнях — журналі «Червоний Перець» та «Слово Просвіти». На початку 2000-х років видав цікаву збірку авторських фейлетонів «Ох, ці субчики!». Найцікавішим гумористичним твором, за визнанням читачів, є фейлетон «Проповідь на замовлення».

## Живопис
Окрім дару поета, композитора, науковця, майстерно володіє пензлем, пише репродукції з відомих картин на релігійну тематику та створює власні пейзажні композиції міста Хорол. Активно працює в творчій співпраці з місцевим художником Миколою Мазуренком та Василем Іващенком.

## Наукова робота
Як людина високої освіченості і енциклопедичних знань, поряд із релігійною діяльністю займається науковими дослідженнями. Вважає «Релігію і Науку двома формами діяльності, якими людина засвідчує Премудрість Божу. Адже більшість відкриттів, які збагатили світову науку, зробили саме люди глибоко віруючі».
Як автор-науковець працював в напрямку запобігання глобальному потеплінню та виготовленню технологій з енергозбереження. Друкував свої праці в наукових журналах України та в британському виданні, яке було написане англійською мовою. Розробив «Теорію Інформації», співзвучну з теорією відносності Ейнштейна і праць Стівена Хокінга, яка ґрунтується на взаємодії (синергії) систем по програмі системи числа {\displaystyle \pi }, починаючи із роз'яснення сутності точки сингулярності.
Автор наукових праць «Історія Всесвіту» (2014), «В пошуках незвіданого» (2006), «Теория Информации гипотез и решение задач А. Пуанкаре, П. Ферма, Берга, Свиннертона-Дайера, Янга-Миллса и гипотезы Ходжа (2007)».
В 2007 році був учасником міжнародного конкурсу EARTH CHALLENGE (виклик Землі з питань глобального потепління, організований британцем Річардом Бренсоном та американським віце-прем'єром Річардом Гором.
Як визнаний науковець був учасником міжнародної наукової конференції «Фізична економія: методологія дослідження та глобальна місія України», що відбулося 9-10 квітня 2009 р. в Київському національному університеті імені Вадима Гетьмана, на якій представив статтю «Базисные факторы экономики в системе производства».
За різнобічність талантів, Василя Васильовича Симулика називають хорольським Леонардо да Вінчі.